# Jacques de Dinan
Jacques de Dinan, chevalier banneret, seigneur de Beaumanoir, de Montafilant, et du Bodister, capitaine de Josselin, gouverneur des ville et Château de Sablé, grand bouteiller de France, Chambellan de Bretagne mort le 30 avril 1444.

## Biographie
Jacques de Dinan était le cinquième fils de Charles de Dinan seigneur de Montafilant (mort en 1418) et de Jeanne de Beaumanoir. Il fut Chambellan du duc de Bretagne lors de ses voyages en France. Capitaine de 300 hommes d'armes, 170 archers et 47 arbalétriers en 1420, il fit partie en 1421, des troupes que le duc envoya au Dauphin futur Charles VII de France, et, en 1429 avec le Connétable de Richemont, il fut l'un des compagnons d'armes de Jeanne d'Arc qu'il rejoignit à Orléans.

## Union et postérité
Jacques de Dinan épousa le 22 février 1429 Catherine de Rohan, fille d'Alain IX de Rohan et de Marguerite de Bretagne, elle-même fille du duc Jean IV de Bretagne et de Jeanne de Navarre.
Ce mariage fit que Jacques de Dinan et sa fille unique Françoise de Dinan se trouvèrent tenir de près à la maison ducale.

## Sources
- Jean-Michel Dunoyer de Segonzac Une Grande maison chevaleresque: les Dinan-Montafilant article dans Dinan au Moyen Age pages 237 à 247 Ouvrage collectif publié par le "Pays de Dinan" Dinan (1986)  (ISBN 2905952016)